# كلو روجرز
كلو روجرز (بالإنجليزية: Chloe Rogers) (و. 1985  م) هي لاعبة هوكي الحقل بريطانية، ولدت في هارلو، شاركت في الألعاب الأولمبية الصيفية 2012، والألعاب الأولمبية الصيفية 2008، ودورة ألعاب الكومنولث 2006.

## روابط خارجية
- كلو روجرز على موقع الاتحاد الدولي للهوكي (الإنجليزية)
- كلو روجرز على موقع اللجنة الأولمبية الدولية (الإنجليزية)
- كلو روجرز على موقع أوليمبيديا (الإنجليزية)
- كلو روجرز على موقع اللجنة الأولمبية البريطانية (الإنجليزية)
- كلو روجرز على موقع اتحاد ألعاب الكومنولث (مؤرشف) (الإنجليزية)
- كلو روجرز على موقع اتحاد ألعاب الكومنولث (مؤرشف) (الإنجليزية)
- كلو روجرز على موقع دورة ألعاب الكومنولث 2006 (مؤرشف) (الإنجليزية)